# استاکیوراسه
استاکیوراسه (به انگلیسی: Stachyuraceae) نام یک تیره از گیاهان گلدار است که اندازهٔ آن از درختچه کوچک تا درخت متناوب است. این تیره تنها دارای یک سرده است و در آسیای شرقی و آسیای جنوب شرقی یافت می‌شود. این گیاه دارای گل‌های آویزان خوشه مانند با گل‌آذین خوشه‌ای است.
در اوایل بهار در نواحی کوهستانی سرزمین‌های استوایی یا نواحی گرمسیری قبل از درآمدن برگ‌ها گل آن سبز می‌شود. رنگ گل آن زرد کمرنگ است. در آسیای شرقی ۶ گونه از آن یافت می‌شود. Stachyurus praecox یکی از گونه‌های بومی ژاپن است که از جنوب غربی هوکایدو تا هونشو، کیوشو، سایکوکو و جزایر اوگاساوارا انتشار دارد. طول درخت ۵–۳ متر است. طول برگ آن ۱۰–۶ سانتیمتر است. گل‌ها به صورت ردیفی در شاخه قرار گرفته و به صورت افشان به طرف پایین هستند. طول هر خوشهٔ گل ۱۰–۵ سانتیمتر و طول هر تک گل ۹–۷ میلی‌متر است. گل‌ها به‌طور کامل باز نمی‌شود. تعداد گلبرگ‌ها ۴ عدد است که در گیاهان نادر به‌شمار می‌آید. هر گل دارای ۸ پرچم و یک مادگی است که اندازهٔ آن با یکدیگر برابر است. زمان گل‌دهی در توکیو و استان کاناگاوا در اوایل ماه آوریل است.